# Maison de Milutin Vučković à Stojnik
La maison de Milutin Vučković à Stojnik (en serbe cyrillique : Кућа Милутина Вучковића у Стојнику ; en serbe latin : Kuća Milutina Vučkovića u Stojniku) se trouve à Stojnik, dans la municipalité d'Aranđelovac et dans le district de Šumadija, en Serbie. Elle est inscrite sur la liste des monuments culturels protégés de la République de Serbie (identifiant no SK 448).

## Présentation
Entre 1941 et 1943, la maison de Milutin Vučković a abrité une imprimerie du Comité de district du Parti communiste de Yougoslavie pour le district de Kragujevac.
Ce bâtiment modeste est composé de deux pièces, dont l'une servait de cachette. Sur la façade, une plaque commémorative a été apposée.